# Henri Badoux
Henri Badoux (* 17. Juli 1909 in Aigle; † 13. Oktober 1997 ebenda, heimatberechtigt in Cremin) war ein Schweizer Politiker (FDP).

## Biografie
Badoux besuchte das Progymnasium in Aigle. Er war dann Betreiber und Besitzer eines Weinguts. Mit 31 Jahren übernahm er die Leitung des Familienunternehmens und übertrug die Führung im Jahr 1991 seinem Sohn.
Seine politische Laufbahn begann als Gemeinderat in Aigle von 1941 bis 1949 und anschliessend als Gemeindepräsident von 1950 bis 1956. Er vertrat freisinnige Positionen und war Mitglied der FDP. Von 1949 bis 1953 hatte er im Grossen Rat des Kantons Waadt Einsitz, ehe er von 1951 bis 1959 im Nationalrat sass. Er lobbyierte dort für die Winzer und Weinhändler.
Henri Badoux gründete die Confrérie du Guillon (dt.: Bruderschaft zur Förderung des Weins) und den Schweizerischen Weinhändlerverband. Weiter war er Präsident der Vereinigung Cave vaudoise zur Werbung für Waadtländer Weine und präsidierte den waadtländisch-freiburgischen Weinhändlerverband. Ferner war er Mitglied der Räte der Weinbruderschaft von Vevey und begründete den Literaturpreis Prix des Murailles. Er erhielt im Jahr 1983 die Ehrenbürgerschaft von Aigle.